# Porites rus
Porites rus là một loài san hô trong họ Poritidae. Loài này được Forskål mô tả khoa học năm 1775.